# Olympische Sommerspiele 1960/Leichtathletik – Kugelstoßen (Frauen)
Das Kugelstoßen der Frauen bei den Olympischen Spielen 1960 in Rom wurde am 2. September 1960 im Stadio Olimpico ausgetragen. Achtzehn Athletinnen nahmen teil. 
Olympiasiegerin wurde Tamara Press aus der Sowjetunion. Sie gewann vor der Deutschen Johanna Lüttge und der US-Amerikanerin Earlene Brown.
Athletinnen aus Österreich, der Schweiz und Liechtenstein nahmen nicht teil. Neben Johanna Lüttge traten zwei weitere Deutsche an, die beide das Finale erreichten. Renate Garisch-Culmberger belegte Rang sechs, Wilfriede Hoffmann kam auf den achten Platz.

## Rekorde

### Bestehende Rekorde

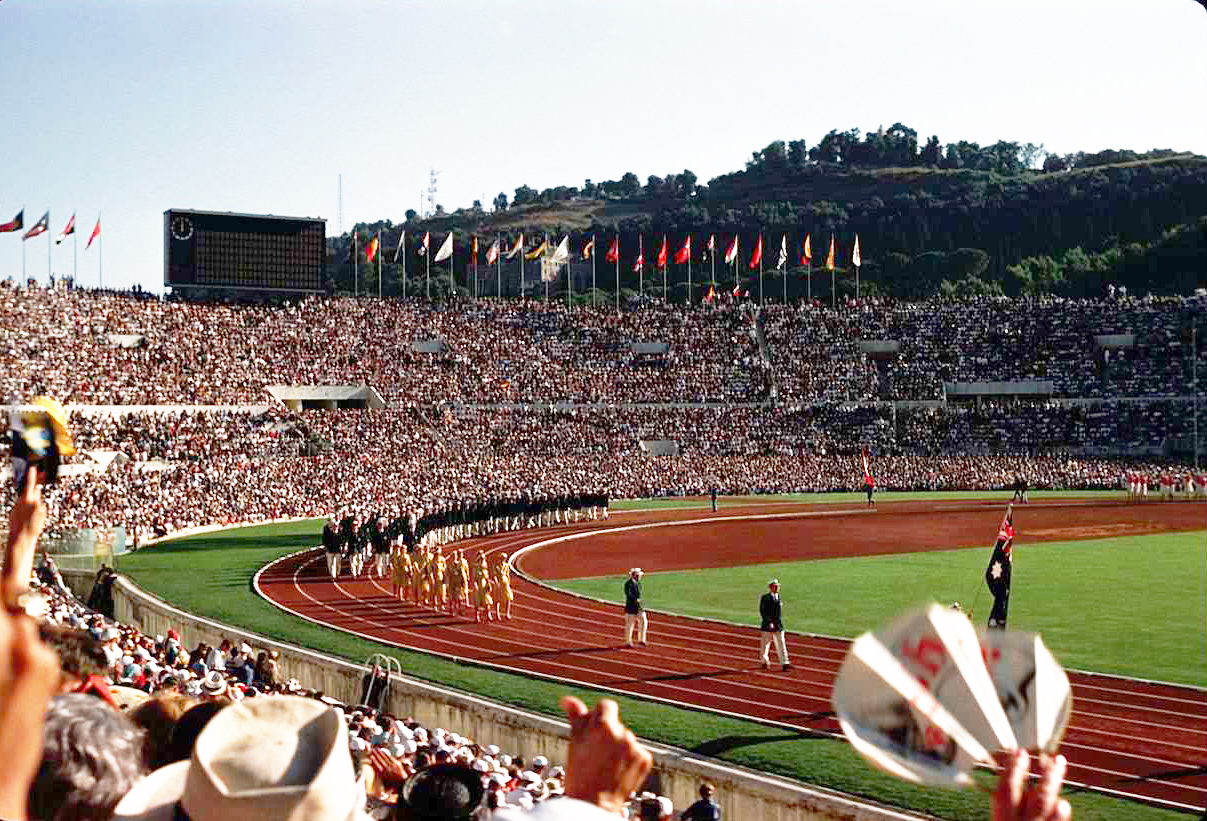
Das Olympiastadion während der Eröffnungsfeier

| Weltrekord         | 17,78 m | Tamara Press ( Sowjetunion)         | Moskau, Sowjetunion (heute Russland) | 13. August 1960   |
| Olympischer Rekord | 16,59 m | Tamara Tyschkewitsch ( Sowjetunion) | Finale OS Melbourne, Australien      | 30. November 1956 |

### Rekordverbesserung
Die sowjetische Olympiasiegerin Tamara Press verbesserte den bestehenden olympischen Rekord im Finale am 2. September um 73 Zentimeter auf 17,32 m. Ihren eigenen Weltrekord verfehlte sie um 46 Zentimeter.

## Durchführung des Wettbewerbs
Achtzehn Athletinnen traten am 2. September zu einer Qualifikationsrunde an. Zwölf Kugelstoßerinnen – hellblau unterlegt – schafften die geforderte Qualifikationsweite von 14,50 Metern. Damit war die Mindestzahl der Finalteilnehmerinnen erreicht. Für die qualifizierten Wettbewerberinnen fand am Nachmittag desselben Tages das Finale statt. Dort standen jeder Sportlerin zunächst drei Versuche zu. Die besten sechs Athletinnen konnten dann drei weitere Stöße absolvieren.

## Zeitplan
2. September, 09:00 Uhr: Qualifikation

2. September, 16:40 Uhr: Finale

## Legende
Kurze Übersicht zur Bedeutung der Symbolik – so üblicherweise auch in sonstigen Veröffentlichungen verwendet:
| – | verzichtet |
| x | ungültig   |

Die Bestweiten sind fett gedruckt. Bei gleicher Weite entschied das zweitbeste Resultat über die Platzierung.

## Qualifikation
Datum: 2. September 1960, 9:00 Uhr
| Platz | Name                      | Nation           | 1. Versuch | 2. Versuch | 3. Versuch | Weite   |
| ----- | ------------------------- | ---------------- | ---------- | ---------- | ---------- | ------- |
| 1     | Earlene Brown             | USA              | 16,15 m    | –          | –          | 16,15 m |
| 2     | Valerie Sloper            | Neuseeland       | 16,07 m    | –          | –          | 16,07 m |
| 3     | Tamara Press              | Sowjetunion      | 13,23 m    | 16,00 m    | –          | 16,00 m |
| 4     | Wilfriede Hoffmann        | Deutschland      | 15,84 m    | –          | –          | 15,84 m |
| 5     | Renate Garisch-Culmberger | Deutschland      | 15,78 m    | –          | –          | 15,78 m |
| 6     | Johanna Lüttge            | Deutschland      | 15,51 m    | –          | –          | 15,51 m |
| 7     | Sinaida Doinikowa         | Sowjetunion      | 15,10 m    | –          | –          | 15,10 m |
| 8     | Galina Sybina             | Sowjetunion      | 15,03 m    | –          | –          | 15,10 m |
| 9     | Jadwiga Klimaj            | Polen            | x          | x          | 14,85 m    | 14,85 m |
| 10    | Milena Usenik             | Jugoslawien      | 14,20 m    | 14,74 m    | –          | 14,74 m |
| 11    | Věra Černa                | Tschechoslowakei | 14,51 m    | –          | –          | 14,51 m |
| 12    | Eugenia Rusin             | Polen            | 14,28 m    | 14,50 m    | –          | 14,50 m |
| 13    | Lydia Scharamovich        | Bulgarien        | 14,06 m    | 14,09 m    | x          | 14,09 m |
| 14    | Swetanka Krasteva         | Bulgarien        | 13,66 m    | 13,99 m    | x          | 13,99 m |
| 15    | Yasuko Matsuda            | Japan            | 13,51 m    | 12,56 m    | 12,99 m    | 13,51 m |
| 16    | Suzanne Allday            | Großbritannien   | 12,03 m    | 13,10 m    | –          | 13,10 m |
| 17    | Ayala Hetzroni            | Israel           | 12,59 m    | 12,59 m    | –          | 12,59 m |
| 18    | Wu Jin-yun                | Taiwan           | 11,53 m    | 11,42 m    | 11,76 m    | 11,76 m |
| DNS   | Melania Marinescu         | Rumänien         |            |            |            |         |
| DNS   | Judit Bognár              | Ungarn           |            |            |            |         |

## Finale
Datum: 2. September 1960, 16:40 Uhr
| Platz | Name                      | Nation           | 1. Versuch | 2. Versuch | 3. Versuch | 4. Versuch                                   | 5. Versuch                                   | 6. Versuch                                   | Endresultat | Anmerkung |
| ----- | ------------------------- | ---------------- | ---------- | ---------- | ---------- | -------------------------------------------- | -------------------------------------------- | -------------------------------------------- | ----------- | --------- |
| 1     | Tamara Press              | Sowjetunion      | 16,08 m    | 17,32 m OR | 16,40 m    | 16,19 m                                      | 16,20 m                                      | 16,14 m                                      | 17,32 m     | OR        |
| 2     | Johanna Lüttge            | Deutschland      | 16,21 m    | 16,59 m    | 15,74 m    | 15,20 m                                      | 15,40 m                                      | 16,61 m                                      | 16,61 m     |           |
| 3     | Earlene Brown             | USA              | 15,73 m    | 16,34 m    | 16,07 m    | 15,80 m                                      | 15,95 m                                      | 16,42 m                                      | 16,42 m     |           |
| 4     | Valerie Sloper            | Neuseeland       | 16,11 m    | 16,26 m    | 15,72 m    | 16,39 m                                      | 16,21 m                                      | 16,07 m                                      | 16,39 m     |           |
| 5     | Sinaida Doinikowa         | Sowjetunion      | x          | 15,72 m    | 15,40 m    | 15,65 m                                      | 16,13 m                                      | 15,52 m                                      | 16,13 m     |           |
| 6     | Renate Garisch-Culmberger | Deutschland      | 15,61 m    | 15,94 m    | 15,40 m    | 15,07 m                                      | 15,20 m                                      | 15,60 m                                      | 15,94 m     |           |
|       |                           |                  |            |            |            |                                              |                                              |                                              |             |           |
| 7     | Galina Sybina             | Sowjetunion      | 13,82 m    | 15,56 m    | 15,27 m    | nicht im Finale der besten sechs Athletinnen | nicht im Finale der besten sechs Athletinnen | nicht im Finale der besten sechs Athletinnen | 15,56 m     |           |
| 8     | Wilfriede Hoffmann        | Deutschland      | 14,87 m    | 14,75 m    | 15,14 m    | nicht im Finale der besten sechs Athletinnen | nicht im Finale der besten sechs Athletinnen | nicht im Finale der besten sechs Athletinnen | 15,14 m     |           |
| 9     | Věra Černa                | Tschechoslowakei | 15,06 m    | 14,29 m    | x          | nicht im Finale der besten sechs Athletinnen | nicht im Finale der besten sechs Athletinnen | nicht im Finale der besten sechs Athletinnen | 15,06 m     |           |
| 10    | Jadwiga Klimaj            | Polen            | 14,06 m    | 14,66 m    | 13,78 m    | nicht im Finale der besten sechs Athletinnen | nicht im Finale der besten sechs Athletinnen | nicht im Finale der besten sechs Athletinnen | 14,66 m     |           |
| 11    | Eugenia Rusin             | Polen            | x          | 14,55 m    | 14,18 m    | nicht im Finale der besten sechs Athletinnen | nicht im Finale der besten sechs Athletinnen | nicht im Finale der besten sechs Athletinnen | 14,55 m     |           |
| 12    | Milena Usenik             | Jugoslawien      | 14,19 m    | 14,12 m    | 14,11 m    | nicht im Finale der besten sechs Athletinnen | nicht im Finale der besten sechs Athletinnen | nicht im Finale der besten sechs Athletinnen | 14,19 m     |           |

Zwölf Teilnehmerinnen hatten die Qualifikationsweite geschafft. Als eindeutige Favoritin galt die sowjetische Weltrekordlerin Tamara Press.
Im Finale stieß Press die Kugel im zweiten Versuch auf 17,32 m und verbesserte damit den bestehenden Olympiarekord um mehr als siebzig Zentimeter. Diese Marke reichte zum nie angefochtenen Olympiasieg. Johanna Lüttge, für das gesamtdeutsche Team am Start, begann mit guten 16,21 m und steigerte sich über 16,59 m bis auf 16,61 m. Sie gewann mit 71 Zentimetern Rückstand die Silbermedaille vor der US-Amerikanerin Earlene Brown, die 16,42 m erreichte. Nur drei Zentimeter dahinter wurde die Neuseeländerin Valerie Sloper Olympiavierte.
Tamara Press gewann die dritte Goldmedaille in Folge für die Sowjetunion im Kugelstoßen der Frauen.

Earlene Brown gelang der erste Medaillengewinn der USA in dieser Disziplin.

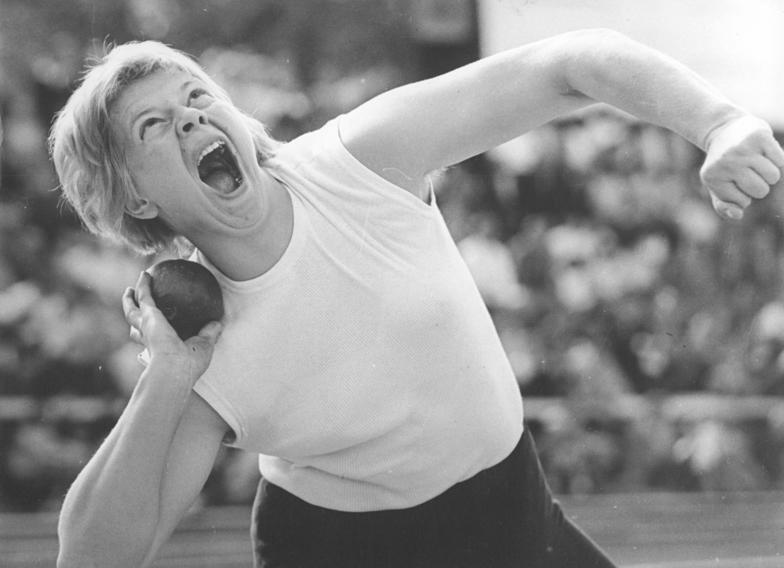
Silbermedaillengewinnerin Johanna Lüttge
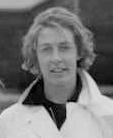
Valerie Sloper, spätere Valerie Young, belegte Rang vier

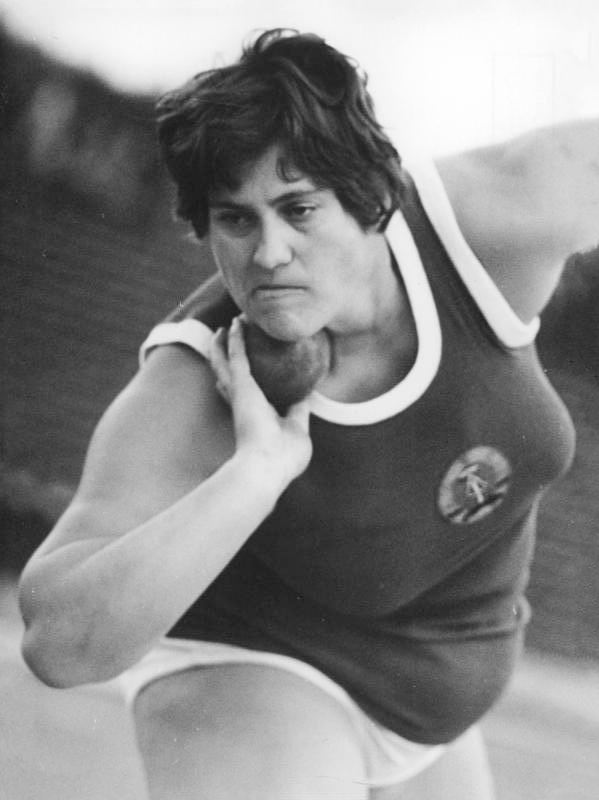
Renate Garisch-Culmberger, spätere Renate Boy, kam auf den sechsten Platz
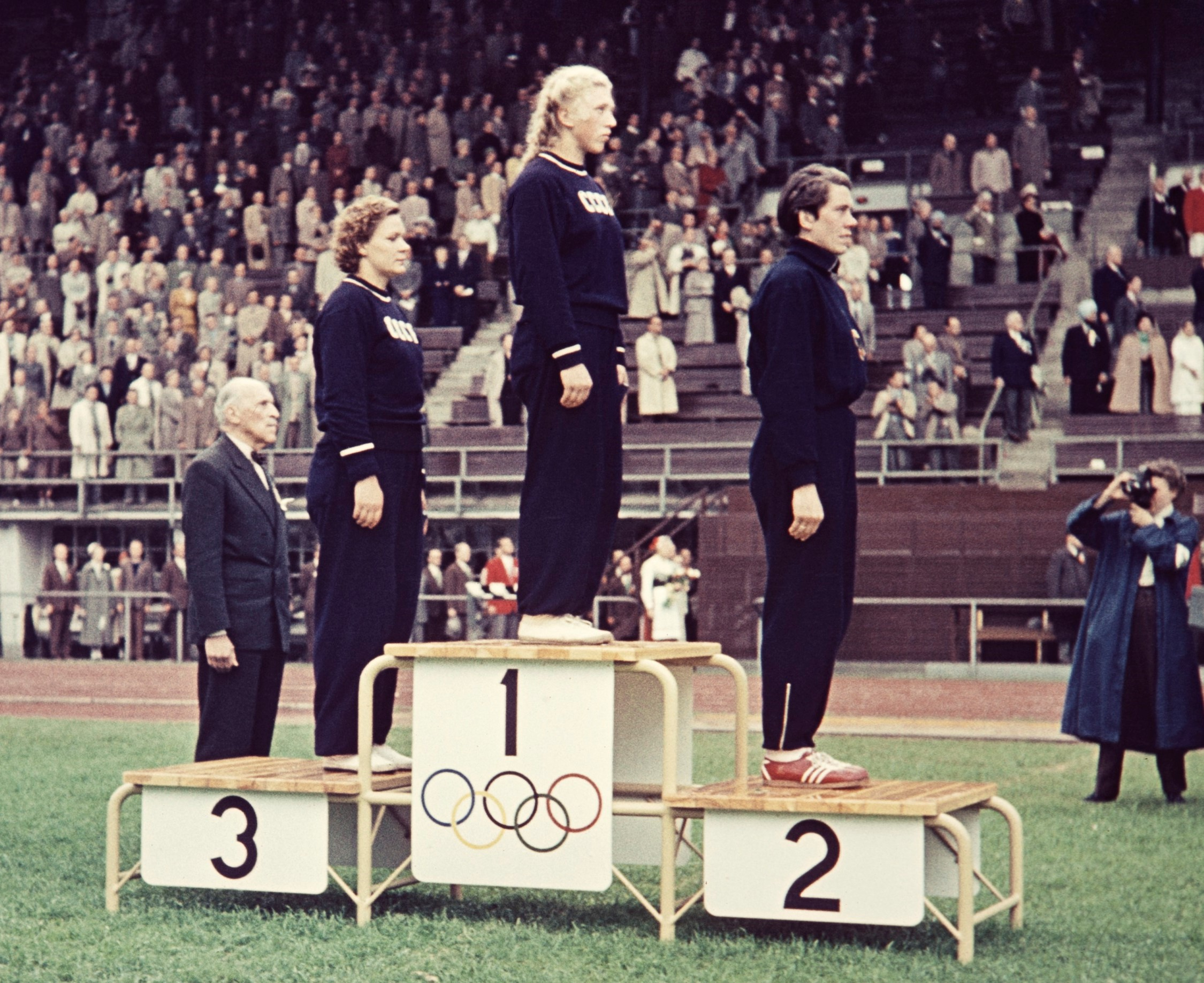
Galina Sybina (hier in der Mitte als von Olympiasiegerin 1952) erreichte Platz sieben
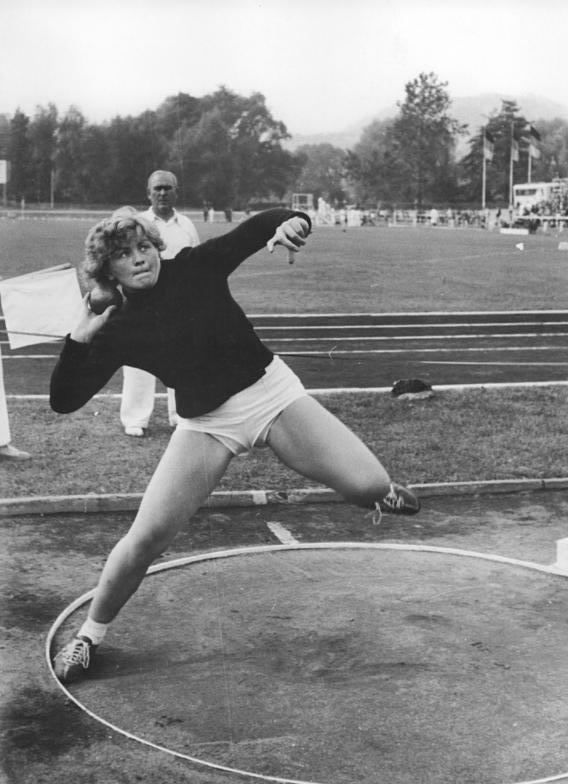
Wilfriede Hoffmann wurde im Finale Achte

## Video
- Shot put women's 1960 Olympics Rome, youtube.com, abgerufen am 1. September 2021